# Moeaki Fotuaika

a Compétitions nationales et continentales officielles uniquement.

b Matchs officiels uniquement.
Moeaki Fotuaika, né le 16 novembre 1999 à Gisborne (Nouvelle-Zélande), est un joueur de rugby à XIII néo-zélandais d'origine tongienne évoluant au poste de pilier ou troisième ligne  dans les années 2010 et 2020.
Il fait ses débuts en National Rugby League (« NRL ») avec les Titans de Gold Coast lors de la saison 2018.
Il connaît également une sélection en équipe du Queensland pour le State of Origin.

## Palmarès
- Collectif :
  - Vainqueur du State of Origin : 2020 et 2023 (Queensland).

### En club

#### Statistiques
| Saison | Club              | Compétition           | Matchs | Points | Essais | Goals | Drops |
| ------ | ----------------- | --------------------- | ------ | ------ | ------ | ----- | ----- |
| 2018   | Gold Coast Titans | National Rugby League | 16     | 8      | 2      | -     | -     |
| 2019   | Gold Coast Titans | National Rugby League | 21     | 0      | 0      | -     | -     |
| 2020   | Gold Coast Titans | National Rugby League | 18     | 0      | 0      | -     | -     |